# Монгольська народна партія
Монгольська народна партія (МНП, монг. Монгол Ардын Нам, ᠮᠣᠩᠭᠣᠯ ᠠᠷᠠᠳ ᠤᠨ ᠨᠠᠮ) — найстаріша політична партія Монголії. Ідеологією є соціал-демократія, раніше — марксизм-ленінізм.
Була заснована в 1920 році, відіграла важливу роль у Монгольській революції 1921 року. Після здобуття незалежності МНП була єдиною партією у Монголії. В 1924 році партія отримала назву Монгольська народно-революційна партія, і тоді ж вступила до Комуністичного Інтернаціоналу.

## Історія
Монгольська народня партія була утворена 25 червня 1920 року.
На з'їзді, що відбулося 01-03 березня 1921 р., керівним органом було обрано ЦК і затверджено програму «Декларація Монгольської народньої партії до народу», яка повністю знайшла ознаки політичної партії. Історія полягає в тому, що вони очолили народ у боротьбі за визволення країни, відновили незалежність нації та розпочали роботу соціяльних реформ, привівши революцію до перемоги. З 1924 представники партії стали представникам Комінтерну — міжнародньої організації комуністичного руху. У 1925 році Народна партія Монголії, яка дотримувалася принципів національної демократії, змінила свою програму та правила та змінила назву на «Монгольська народньореволюційна партія».
Монгольська народньореволюційна партія відіграла історичну роль у відновленні незалежності та суверенітету Монголії, здобутті міжнародного визнання, перебудові суспільства та наближенні нації до сучасної цивілізації. У зв'язку зі складною ситуацією Монголія була вільна від негативних подій, надмірної ідеологізації суспільства, і переслідування членів суспільства своїми думками.
У середині 1980-х років, коли Монголія була на порозі історичного вибору, Монгольська народньореволюційна партія розпочала політику соціальних змін і реформ та прийняла вимоги нових політичних сил, які зробили демократичний процес незворотним, відкинувши положення Конституції МНР: «Монгольська народно-революційна партія є керівником і двигуном усіх організацій держави та трудящих мас», що відкрило широку можливість для формування нової політичної системи.
На Надзвичайному з'їзді Народно-демократичної партії було переглянуто концепцію, організацію та порядок денний партії, і в 2003 році вона стала повноправним членом Соціялістичного Інтернаціоналу. У 2010 році 26-й з'їзд Народно-демократичної партії Монголії оголосив, що «...це лівоцентристська партія, яка цінує незалежність, свободу, справедливість, єдність та фундаментальні національні інтереси Монголії та дотримується концепції соціал-демократії». Первинна назва була відновлена.

## Організації
Первинні організації МНП розташовані в усіх адміністративних одиницях Монголії і налічують близько 220 000 членів. У рамках МНП працюють такі громадські організації, як Соціал-демократія, Монгольська молодіжна асоціація, Соціал-демократія, Асоціація монгольських жінок, МАСОХ, Асоціація старійшин, які підтримують МНП.
МНП розвиває свої відносини з керівними партіями Росії та Китаю, з якими вона має традиційні відносини, а також лівими партіями. Крім того, він співпрацює з багатьма політичними партіями в Сполучених Штатах, Японії, Німеччині, Англії, Франції, Південній Кореї, Індії, В’єтнамі та Лаосі.